# Сакециа
Сакециа (груз. საკეცია) — село в Грузии, на территории Амбролаурского муниципалитета края (мхаре) Рача-Лечхуми и Нижняя Сванетия.

## География
Село находится в северной части Грузии, на левом берегу реки Риони, на расстоянии приблизительно 3 километров (по прямой) к западу от города Амбролаури, административного центра муниципалитета. Абсолютная высота — 617 метров над уровнем моря.

## Население
По результатам официальной переписи населения 2014 года, в Сакеции проживало 196 человек (94 мужчины и 102 женщины). В национальной структуре населения грузины составляли 100 %.
| Год  | Население, человек |
| ---- | ------------------ |
| 2002 | 272                |
| 2014 | ↘ 196              |